# Bundesminister (Österreich)
Als Bundesminister werden in Österreich die Mitglieder der Bundesregierung bezeichnet.

## Zur Funktion
Die Bundesminister gehören – neben dem Bundespräsidenten, den Staatssekretären und den Mitgliedern der Landesregierungen – zu den obersten Organen der Vollziehung des Bundes (Art. 19 Abs. 1 B-VG). Die Minister bilden den Ministerrat (Regierungskabinett).
Der Bundeskanzler ist als „Vorsitzender der Bundesregierung“ “primus inter pares” (deutsch: „Erster unter Gleichen“) unter den Bundesministern. Er ist den übrigen Bundesministern gegenüber nicht weisungsberechtigt.
Im Gegensatz zum deutschen Bundeskanzler (der nicht als Bundesminister bezeichnet wird) besitzt der österreichische Bundeskanzler auch keine Richtlinienkompetenz.
Die Bundesminister werden auf Vorschlag des Bundeskanzlers vom Bundespräsidenten ernannt bzw. auch wieder entlassen. Sie werden vom Nationalrat (der ersten Kammer des österreichischen Parlaments) weder gewählt noch bestätigt, sie können jedoch sowohl gemeinsam als auch einzeln durch ein Misstrauensvotum abgewählt werden. Der Bundeskanzler kann dem Bundespräsidenten einzelne Bundesminister zur Abberufung vorschlagen.
Neben den beauftragten Bundesministern, das sind die, die einem Ministerium vorstehen, kann es auch Kanzleramtsminister mit oder ohne Portefeuille geben, die am Bundeskanzleramt agieren.
Den Bundesministern können Staatssekretäre zur Unterstützung beigegeben werden. Diese sind dem Bundesminister gegenüber weisungsgebunden und keine Mitglieder der Bundesregierung, nehmen jedoch an den Ministerratssitzungen mit beratender Stimme teil. Darüber hinaus sitzen sie im Parlament zusammen mit den Bundesministern auf der „Regierungsbank“ und vertreten dort auch ihre Minister in Abwesenheit.
Bundesminister müssen nicht dem Nationalrat angehören, jedoch ist das passive Wahlrecht Voraussetzung für das Ministeramt.